# Theodor-Heuss-Gymnasium (Dinslaken)
Das Theodor-Heuss-Gymnasium (THG) ist eines von drei Gymnasien in Dinslaken. Benannt wurde es nach dem ersten Bundespräsidenten der Bundesrepublik Deutschland, Theodor Heuss.
Die Schule wird von 725 Schülern in meist vierzügigen Klassenstufen beziehungsweise der klassenlosen Qualifikationsphase (EF, Q1, Q2) besucht. Sie werden von einem 69 Lehrer umfassenden Kollegium unterrichtet (Schuljahr 2017/2018). Seit dem Schuljahr 2015/2016 orientiert sich das Theodor-Heuss-Gymnasium an dem sogenannten Daltonprinzip.

## Geschichte
Gegründet im Jahre 1901 war das heutige Gymnasium zuerst eine Rektoratsschule für Knaben. Aus Raumnot war die Schule am Anfang in verschiedenen Häusern über die Stadt verteilt, bis sie schließlich ihr erstes Heim im heutigen Kreisgesundheitsamt von Dinslaken fand. Als Schulform wurde das Realgymnasium gewählt. Nach Fertigstellung des neuen Schulgebäudes an der Voerder Straße am 1. April 1912 zog die Schule an ihren heutigen Standort.
Nach Ende des Ersten Weltkrieges wurden die Räumlichkeiten der Schule von der Roten Armee als Quartier genutzt, die Jahre danach verliefen ohne besondere Ereignisse.
Vom Zweiten Weltkrieg blieb auch die Schule nicht verschont. Bei der Bombardierung Dinslakens am 23. März 1945 wurden zusammen mit der kompletten Dinslakener Innenstadt auch die Schulgebäude fast vollständig zerstört. Schon zuvor war ein geregelter Unterricht durch den aufkommenden Krieg unmöglich gewesen. Durch viele den Wiederaufbau betreffende Aufgaben belastet konnte die Stadtverwaltung sich zunächst nicht um den Wiederaufbau der Schule kümmern, erst nach einem halben Jahr konnte der Unterricht am 29. Oktober 1945 in Notunterkünften, zerstörten Klassenräumen und Wirtshäusern wieder aufgenommen werden. Im Jahr 1948 waren dann zwei Klassenzimmer im Altgebäude wieder so hergerichtet, dass sie benutzt werden konnten; 1949 und 1950 wurden die Turnhalle und ein weiteres Klassenzimmer fertiggestellt. Im Jahr 1953 wurde der heutige Altbau vollständig wieder aufgebaut und konnte der Schule zur Verwendung übergeben werden.
In den 1970er-Jahren kam dann ein Neubau dazu, der heutige Klassentrakt. So konnten einige Räume im Altbau umgebaut und für spezielle Zwecke verwendet werden.
Im Jahr 1997 wurde ein weiterer Neubau fertiggestellt. Er bietet Räumlichkeiten für den naturwissenschaftlichen Unterricht und wird durch einen im Jahr 2001 fertiggestellten Anbau komplettiert durch weitere, modernere Räume für Biologie, Chemie und Physik und einen kleinen Veranstaltungsraum, das sogenannte Forum. Die dadurch im Altbau vakant gewordenen Räume wurden unter anderen zur Einrichtung eines sogenannten SchaZ, Schüler-Arbeitszentrums, genutzt.
Seit 2011 ist die Schule mit einer Mensa ausgestattet.

## Schulleben
Neben normalem Schulunterricht werden am THG auch viele Arbeitsgemeinschaften für das Erlernen von Fremdsprachen und andere Aktivitäten angeboten, dazu gehören zum Beispiel eine DELF-AG (eine AG, in der Schüler auf die Delf-Prüfungen vorbereitet werden), eine Cambridge-AG, eine Streitschlichtungs-AG, eine Musical-AG, eine Theater-AG, eine Schülerzeitungs-AG und eine Israel-AG, in deren Rahmen regelmäßig ein Schüleraustausch mit der Dinslakener Partnerstadt Arad (Israel) stattfindet. Das THG bietet diverse Fahrten an, bei denen die Schüler beispielsweise Kontakt zu Partnerschulen in anderen Ländern knüpfen können. Außerdem findet jährlich das Skiprojekt für die neunte Jahrgangsstufe statt.
In jedem Jahr gibt es kurz vor den Sommerferien ein Schulkonzert, das hauptsächlich vom schuleigenen Orchester (seit 1951) und vom vokalpraktischen Kurs der Jahrgangsstufe 11 gestaltet wird. Daneben gibt es über das Jahr verteilt verschiedene Aktionen des vokalpraktischen Kurses und kleinerer Ensembles aus dem Orchester wie zum Beispiel ein Weihnachtskonzert in kleinerem Rahmen.

## Dalton
Dalton ist ein pädagogisches Konzept, das von der amerikanischen Lehrerin Helen Parkhurst Anfang des 20. Jahrhunderts in einer Kleinstadt namens Dalton entwickelt worden ist. Dieses Konzept gehört zur Reformpädagogik und ähnelt dem Montessori-Konzept. Es basiert auf den Prinzipien „Freiheit in Gebundenheit“, „eigenverantwortliches Lernen“ und „Kooperation“. Dalton bietet den Schülerinnen und Schülern einen abwechslungsreichen Schulalltag, den sie zum Teil mitbestimmen können. Das Konzept soll sie auf das zukünftige Studien- und Berufsleben vorbereiten, da die Selbstständigkeit oberste Priorität hat.
Zu Beginn jeder Lernphase, die über fünf Wochen geht beziehungsweise sechs Wochen zu Beginn des Schuljahres, erhalten die Schülerinnen und Schüler in jedem Fach einen Lernplan, welcher Aufgaben für die bevorstehenden Wochen stellt. Dabei dürfen die Schülerinnen und Schüler entscheiden, bei welchem Lehrer und in welcher Stunde sie die Aufgaben bearbeiten. Die Daltonstunden werden täglich in der dritten und in der sechsten Stunde angeboten.
Das THG ist Mitglied der Daltonvereinigung Deutschland e.V. (DVD) und hat 2017 den Deutschen Daltonkongress in Dinslaken veranstaltet.

## Motto des THGs
Das THG hat ein Zitat Theodor Heuss’ als Motto, welches lautet:
„Die äußere Freiheit der Vielen lebt aus der inneren Freiheit des Einzelnen.“

## Bekannte Schüler
- Daniela Antonin (* 19), Kunsthistorikerin und Kuratorin
- Michael Blaszczyk (* 1959), Künstler
- Ulrich Deppendorf (* 1950), Journalist und Fernsehmoderator
- Andreas Deja (* 1957), Chefzeichner für Walt Disney
- Wolfgang Langhoff (* 1960), Manager (BP)
- Frank Scherer (* 1963), Landrat des Ortenaukreises
- Armin Willingmann (* 1963), Wirtschaftsminister in Sachsen-Anhalt
- Andreas Wilms (* 1978), Wirtschaftswissenschaftler, seit April 2019 Präsident der Technischen Hochschule Brandenburg

## Bekannte Lehrer
- Alfred Grimm (* 1943), Künstler, ehemaliger Schüler und bis Anfang 2005 Kunstlehrer am THG